# Passo do Mollendruz
O passo do Mollendruz é uma  colo de montanha do maciço do Jura, na Suíça a 1 184 m situado no cantão de Vaud e que faz a ligação entre o vale de Joux e o planalto de Vaud, mais precisamente entre Vallorbe a Cossonay.